# Queen Rocks
Queen Rocks é uma colectânea da banda britânica de rock Queen, lançada em Novembro de 1997.
Este álbum é uma colecção das músicas mais pesadas da banda, mas contém um single, "No-One But You (Only The Good Die Young)", a última música do grupo antes deste encerrar seus lançamentos inéditos até "Let me In Your Heart Again", em 2014.

## Faixas
1. "We Will Rock You"
2. "Tie Your Mother Down"
3. "I Want It All"
4. "Seven Seas Of Rhye"
5. "I Can't Live With You" (versão de 1997)
6. "Hammer To Fall"
7. "Stone Cold Crazy"
8. "Now I'm Here"
9. "Fat Bottomed Girls"
10. "Keep Yourself Alive"
11. "Tear It Up"
12. "One Vision"
13. "Sheer Heart Attack"
14. "I'm In Love With My Car"
15. "Put Out The Fire"
16. "Headlong"
17. "It's Late"
18. "No One But You (Only the Good Die Young)"